# واتسون (ایندیانا)
واتسون (به انگلیسی: Watson) یک منطقهٔ مسکونی در ایالات متحده آمریکا است که در شهرستان کلارک، ایندیانا واقع شده‌است. واتسون ۱۵۷٫۸۹ متر بالاتر از سطح دریا واقع شده‌است.